# Maurice Mollin
Maurice Mollin (né le 6 mai 1924 à Anvers et mort le 5 août 2003 dans la même ville) est un coureur cycliste belge. Professionnel de 1945 à 1958, il a notamment remporté Liège-Bastogne-Liège en 1948.

## Palmarès
- 1947
  - Grand Prix du 1er mai
  - 2e du Tour du Limbourg
  - 3e de Bruxelles-Saint-Trond

- 1948
  - Liège-Bastogne-Liège
  - 3e étape du Tour de Belgique
  - 2e du Circuit de Belgique centrale
  - 6e de la Flèche wallonne

- 1949
  - 3e d'À travers la Belgique
  - 3e du Circuit Het Volk
  - 6e du Challenge Desgrange-Colombo
  - 8e de la Flèche wallonne
  - 8e de Paris-Bruxelles
  - 10e de Paris-Tours

- 1951
  - Tour d'Hesbaye
  - 3e de la Gullegem Koerse

- 1952
  - 2e étape du Tour de Belgique
  - 3e de Bruxelles-Ingooigem

- 1953
  - 2e du Circuit Het Volk
  - 2e du Championnat des Flandres

- 1957
  - 5e de Paris-Roubaix

## Résultats sur les grands tours

### Tour d'Italie
1 participation
- 1953 : abandon

### Tour d'Espagne
1 participation
- 1950 : abandon (6e étape), 2e d'une étape